# ZOO Nové začátky
ZOO Nové začátky je český denní televizní seriál z prostředí zoologické zahrady, jehož první díl měl premiéru 6. ledna 2025 na stanici Prima. První pětice dílů si předpremiéru odbyla na streamovací platformě prima+ dne 16. prosince 2024. Jedná se o spin-off seriálu Zoo (volné pokračování). Dávají ho každý všední den (po–pá) od 18:00. Tedy o půl hodiny dříve než dávají dlouholetou Ulici.

## Děj
Adam "Haďák" Hruška se se Sidonií Annou připravují na příchod prvního potomka. Do toho se coby nový ředitel ZOO snaží pozvednout její úroveň. Najme pětici mladých ošetřovatelů, nabídne Dominice Rakušanové prostory k otevření veterinární kliniky a s pomocí Marka a Vojty Roklových otevře v zoologické zahradě restauraci. 
Mike, Riky, Happy, Alex a Kiki, pětice čerstvých absolventů chovatelských škol, se po přijetí do ZOO ocitnou na úplném počátku své profesní kariéry. Navzájem se neznají, ovšem očekává se od nich, že budou spolupracovat a do toho sdílet jednu domácnost. 
Bratři Roklové se krom nového pracovního závazku musí vyrovnat s těžkou životní situací, když jejich manželky, dvojčata Terezu a Izabelu, dožene minulost a jsou nuceny zmizet, aby se vyhnuly vězení. 
V neposlední řadě se na okresní soud vrací Petr Kříž a jeho cesty se protnou s trojicí sester – právniček, které se rozhodnou otevřít si advokátní kancelář a s posilou zkušeného právníka Hořice bojovat za práva obyčejných lidí i proti konkurenční advokátní kanceláři vedené Vincentem Korálem. 

## Obsazení

### Rodina Hruškových a Novotných
| Šimon Bilina        | kpt. Mgr. Adam "Haďák" Hruška – nový ředitel zoologické zahrady, manžel Sidonie Anny            |
| Michaela Pecháčková | Sidonie Anna "Sid" Hrušková (roz. Novotná) – ošetřovatelka na mateřské dovolené, manželka Adama |
| Sabina Laurinová    | Alice Novotná – matka Sidonie Anny, pracuje v rodinném sklářském podniku                        |
| Jana Švandová       | Sidonie Novotná – babička Sidonie Anny, majitelka skláren                                       |

### Rodina Rakušanova
| Marek Němec        | Karel Rakušan – podnikatel, manžel Dominiky                                                     |
| Denisa Nesvačilová | Dominika Rakušanová (roz. Skoupá) – podnikatelka, manželka Karla, polorodá sestra Kamila Ovčíka |
| Václav Knop        | Petr Vácha - otec Charlieho Rakušana, důchodce                                                  |

|}

### Rodina Roklových
| Štěpán Benoni         | Marek Rokl – šéfkuchař v restauraci Gwanda; manžel Terezy, s níž má syna Marka, bratr Vojtěcha                                          |
| Goran Maiello         | Vojtěch Rokl – číšník v restauraci Gwanda; manžel Izabely, s níž má syna Vojtěcha ml. a vychovávají spolu jeho syna Matěje, bratr Marka |
| Jan Bartoloměj Barták | Matěj Rokl – syn Vojtěcha, nevlastní syn Izabely a polorodý bratr Vojtěcha ml. v předškolním věku                                       |
| Ondřej Pavelka        | Karel Rokl – důchodce, otec Marka a Vojtěcha                                                                                            |
| Lucie Černá           | Izabela Roklová - manželka Vojty, utíká před policí                                                                                     |

### Rodina Křížova
| Robert Urban   | JUDr. Petr Kříž – soudce, manžel Ester                                                |
| Nelly Řehořová | Ester Křížová (roz. Šimková) – žena v domácnosti na mateřské dovolené, manželka Petra |

### Zaměstnanci ZOO
| Pavel Nečas       | Ing. Lubor Brázda – ekonom zoologické zahrady, partner Petry                            |
| Michaela Tomešová | Bc. Adéla Pokorná – asistentka ředitele, neteř Lubora                                   |
| Kristýna Frejová  | Barbora Čapková – PR manažerka                                                          |
| Veronika Žilková  | Petra Hubáčková – odbornice na specializovaný prodej, partnerka Lubora, matka Františka |
| Martina Hudečková | Eva Uhlířová – vedoucí infocentra                                                       |
| Rosalie Malinská  | Alžběta Čapková - dcera Báry a brigádnice v zoo                                         |
| Pavlína Balner    | npor. Bc. Alena Kováčová – vedoucí ochranky Zoo a nejlepší kamarádka Haďáka             |

### Ošetřovatelé v ZOO
| Amélie Pokorná           | Marika "Happy" Pechová – nová ošetřovatelka                                 |
| Johana Nováčková         | Kristýna "Kiki" Dvořáková – nová ošetřovatelka                              |
| Filip František Červenka | Michael "Mike" Hrabák – nový ošetřovatel                                    |
| Filip Antonio            | Richard "Riky" Vlk – nový ošetřovatel                                       |
| Šimon Opp                | Alexander "Alex" Procházka – nový ošetřovatel                               |
| Jana Bernášková          | Julie Krátká – ošetřovatelka                                                |
| Michal Novotný           | František Kolman – ošetřovatel, partner Sylvie, syn Petry                   |
| Sandra Nováková          | Sylvie Machyánová – ošetřovatelka na mateřské dovolené, partnerka Františka |
| Jitka Sedláčková         | Helena Pechová – ošetřovatelka                                              |
| Jiří Ployhar             | Richard Smola – ošetřovatel                                                 |
| Roman Štabrňák           | Ruda Tauchen – ošetřovatel, manžel Sabiny                                   |
| Zuzana Zlatohlávková     | Sabina Tauchenová – ošetřovatelka, manželka Rudy                            |
| Jan Šťastný              | MVDr. Tomáš Janda – veterinář                                               |
| Pavla Tomicová           | MVDr. Anežka Krásná- veterinářka                                            |
| Oldřich Navrátil         | Josef Jírů – ošetřovatel slonů a velký chovatel králíků                     |
| Roman Zach               | Roman Pekař – ošetřovatel nosorožců                                         |

### Zaměstnanci restaurace Gwanda v ZOO
| Vanda Chaloupková | Hana Janecká – kuchařka v restauraci Gwanda, dcera Jany     |
| Michaela Kuklová  | Jana Janecká – pomocná síla v restauraci Gwanda, matka Hany |

### Veterinární klinika u ZOO
| Kamila Janovičová | MVDr. Petra Švecová – veterinářka, kamarádka Karolíny              |
| Radúz Mácha       | MVDr. Daniel Vrba – veterinář                                      |
| Tereza Rychlá     | Karolína Topičová – veterinární sestřička, kamarádka Petry         |
| Radek Melša       | Mikuláš "Nick" Janů – veterinární asistent, kamarád Karla Rakušana |

### Advokátní kancelář
| Adéla Gondíková | JUDr. Michaela Janáková – advokátka, sestra Lenky a Anny            |
| Alena Mihulová  | JUDr. Lenka Janáková – advokátka, sestra Michaely a Anny            |
| Anežka Rusevová | JUDr. Anna Janáková – advokátka, sestra Michaely a Lenky            |
| Lucie Benešová  | JUDr. Lucie Vágnerová – advokátka, kamarádka Michaely, Lenky a Anny |
| Milan Šteindler | JUDr. Jiří Hořic – advokát, miluje Lenku                            |

### Konkurenční advokátní kancelář
| Pavel Batěk | JUDr. Vincent Korál – advokát           |
| Tereza Hof  | Kateřina Brožková – asistentka advokáta |

### Ostatní
| Michaela Petřeková  | JUDr. Markéta Tomečková – advokátka, bývalá snoubenka Petra              |
| Denisa Pfauserová   | Marika Ovčíková (roz. Sládková) – švagrová Karla a Dominiky, neteř Ilony |
| Ludmila Molínová    | Ilona Lišková – hospodyně a chůva u Roklů, teta Mariky                   |
| Ivan Vodochodský    | Ing. Pavel Bavor – starosta města                                        |
| Adam Vohánka        | Igor – falešný nevlastní bratr Mariky Pechové                            |
| Michaela Maurerová  | Jarmila – falešná maminka Mariky Pechové                                 |
| Natálie Golovchenko | Terezie - kamarádka Sid a Leony                                          |
| Martina Babišová    | Stella - kamarádka Sid a Terezie                                         |
| Igor Bareš          | JUDr. Karel Chodúr – bývalý manžel JUDr. Michaely Janákové               |
| Nela Boudová        | Jarka – sestra Jany Janecké                                              |
| Zuzana Stavná       | Leona - cvičitelka jógy a spirituální koučka                             |
| Yvona Stolařová     | Gabriela - chůva u Vojty a Marka                                         |

## Seznam dílů

### První řada (2025)
| Č. v seriálu | Č. v řadě | Původní název               | Režie        | Scénář                 | Premiéra v ČR   | Sledovanost   |
| ------------ | --------- | --------------------------- | ------------ | ---------------------- | --------------- | ------------- |
| 1            | 1         | Kdo je tady nejmenší?       | Libor Kodad  | René Decastelo         | 6. ledna 2025   | cca 404 tisíc |
| 2            | 2         | Návrat noční můry           | Libor Kodad  | René Decastelo         | 7. ledna 2025   | cca 445 tisíc |
| 3            | 3         | Zkoušky pro Richarda        | Libor Kodad  | Jaroslav Sauer         | 8. ledna 2025   | cca 464 tisíc |
| 4            | 4         | Nebezpečí u žiraf           | Libor Kodad  | Jaroslav Sauer         | 9. ledna 2025   | cca 464 tisíc |
| 5            | 5         | Nový život                  | Libor Kodad  | René Decastelo         | 10. ledna 2025  | cca 512 tisíc |
| 6            | 6         | Jak vyhrát balík            | Libor Kodad  | René Decastelo         | 13. ledna 2025  | cca 479 tisíc |
| 7            | 7         | Dobré skutky                | Libor Kodad  | René Decastelo         | 14. ledna 2025  | cca 479 tisíc |
| 8            | 8         | Prima brácha                | Libor Kodad  | Jaroslav Sauer         | 15. ledna 2025  | cca 479 tisíc |
| 9            | 9         | Náročný den                 | Libor Kodad  | Jaroslav Sauer         | 16. ledna 2025  | cca 479 tisíc |
| 10           | 10        | Mrtvoly v Zoo               | Libor Kodad  | René Decastelo         | 17. ledna 2025  | cca 479 tisíc |
| 11           | 11        | Na všechny vaše bejvalý     | Jana Rezková | Irena Obermannová      | 20. ledna 2025  | cca 479 tisíc |
| 12           | 12        | Otrávený pes                | Jana Rezková | Vojtěch Moravec        | 21. ledna 2025  | cca 479 tisíc |
| 13           | 13        | Fotbalová hvězda            | Jana Rezková | Irena Obermannová      | 22. ledna 2025  | cca 479 tisíc |
| 14           | 14        | Chuťový zážitek             | Jana Rezková | Adam Skala             | 23. ledna 2025  | cca 479 tisíc |
| 15           | 15        | Hmyzí moučka je nejlepší!   | Jana Rezková | Jan Borský             | 24. ledna 2025  | cca 479 tisíc |
| 16           | 16        | Klaun nebo Joker            | Jana Rezková | Petr Kulísek           | 27. ledna 2025  | cca 479 tisíc |
| 17           | 17        | Hrdost nebo svoboda         | Jana Rezková | Vojtěch Moravec        | 28. ledna 2025  | cca 479 tisíc |
| 18           | 18        | Sázka o Julii               | Jana Rezková | René Decastelo         | 29. ledna 2025  | cca 479 tisíc |
| 19           | 19        | Postřelený chlap            | Jana Rezková | Jan Borský             | 30. ledna 2025  | cca 479 tisíc |
| 20           | 20        | Krabičková dieta?           | Jana Rezková | Jan Borský             | 31. ledna 2025  | cca 479 tisíc |
| 21           | 21        | Dietní program              | Lukáš Buchar | Petr Kulísek           | 3. února 2025   |               |
| 22           | 22        | Jak se stát influencerem    | Lukáš Buchar | Petr Kulísek           | 4. února 2025   |               |
| 23           | 23        | Bojga africká               | Lukáš Buchar | Jan Borský             | 5. února 2025   |               |
| 24           | 24        | Investiční výhled           | Lukáš Buchar | Adam Skala             | 6. února 2025   |               |
| 25           | 25        | Alkohol je zrádná věc       | Lukáš Buchar | Jan Borský             | 7. února 2025   |               |
| 26           | 26        | Kudlanky a jiné nevěsty     | Lukáš Buchar | Kristýna Frejová       | 10. února 2025  |               |
| 27           | 27        | Nemůžu bez tebe žít!        | Lukáš Buchar | Petr Kulísek           | 11. února 2025  |               |
| 28           | 28        | Nikdo nebude krást pohádky! | Lukáš Buchar | Jan Borský             | 12. února 2025  |               |
| 29           | 29        | Bojový všeumělec            | Lukáš Buchar | René Decastelo         | 13. února 2025  |               |
| 30           | 30        | Bětka v nesnázích           | Lukáš Buchar | Petr Kulísek           | 14. února 2025  |               |
| 31           | 31        | Žádost o ruku nebude?       | Jiří Andrle  | Jan Borský             | 17. února 2025  |               |
| 32           | 32        | Ženich z budoucnosti        | Jiří Andrle  | Adam Skala             | 18. února 2025  |               |
| 33           | 33        | Zmýlená neplatí             | Jiří Andrle  | Vojtěch Moravec        | 19. února 2025  |               |
| 34           | 34        | Daniel má strach            | Jiří Andrle  | Petr Kulísek           | 20. února 2025  |               |
| 35           | 35        | Záhadná ordinace            | Jiří Andrle  | Jan Borský             | 21. února 2025  |               |
| 36           | 36        | Zmatený důchodce            | Jiří Andrle  | Vojtěch Moravec        | 24. února 2025  |               |
| 37           | 37        | Záhadný Vácha               | Jiří Andrle  | Petr Kulísek           | 25. února 2025  |               |
| 38           | 38        | Pes v ohrožení              | Jiří Andrle  | Jan Borský             | 26. února 2025  |               |
| 39           | 39        | Stockholmský syndrom        | Jiří Andrle  | René Decastelo         | 27. února 2025  |               |
| 40           | 40        | Den vítězství!              | Jiří Andrle  | Jan Borský             | 28. února 2025  |               |
| 41           | 41        | Kobřík kapský snesl vejce   | Libor Kodad  | Vojtěch Moravec        | 3. března 2025  |               |
| 42           | 42        | Tanec kolem vajec           | Libor Kodad  | Adam Skala             | 4. března 2025  |               |
| 43           | 43        | Rokl žárlí                  | Libor Kodad  | Adam Skala             | 5. března 2025  |               |
| 44           | 44        | Potlačené vzpomínky!        | Libor Kodad  | Rudolf Merkner         | 6. března 2025  |               |
| 45           | 45        | Kdo neříká pravdu?          | Libor Kodad  | Jaroslav Sauer         | 7. března 2025  |               |
| 46           | 46        | Kde jsou ukradená vejce?    | Libor Kodad  | Jan Borský             | 10. března 2025 |               |
| 47           | 47        | Kulaté razítko              | Libor Kodad  | Jan Borský             | 11. března 2025 |               |
| 48           | 48        | Psí srdce                   | Libor Kodad  | Kristýna Frejová       | 12. března 2025 |               |
| 49           | 49        | Trable s láskou             | Libor Kodad  | Adam Skala             | 13. března 2025 |               |
| 50           | 50        | Divá Bětka                  | Libor Kodad  | Petr Kulísek           | 14. března 2025 |               |
| 51           | 51        | Bude omluva?                | Jiří Andrle  | Vojtěch Moravec        | 17. března 2025 |               |
| 52           | 52        | To prokleté vaření!         | Jiří Andrle  | Jan Borský             | 18. března 2025 |               |
| 53           | 53        | Vácha chce kluka            | Jiří Andrle  | Petr Kulísek           | 19. března 2025 |               |
| 54           | 54        | Soňa je těhotná             | Jiří Andrle  | Petr Kulísek           | 20. března 2025 |               |
| 55           | 55        | Zásadní rozhodnutí          | Jiří Andrle  | Jaroslav Sauer         | 21. března 2025 |               |
| 56           | 56        | Můžeme se rozejít           | Jiří Andrle  | Adam Skala             | 24. března 2025 |               |
| 57           | 57        | Velké žárlení               | Jiří Andrle  | Vojtěch Moravec        | 25. března 2025 |               |
| 58           | 58        | Budoucí tchyně              | Jiří Andrle  | René Decastelo         | 26. března 2025 |               |
| 59           | 59        | Jak slepit želvu            | Jiří Andrle  | Jan Borský             | 27. března 2025 |               |
| 60           | 60        | Zbytek buřtguláše           | Jiří Andrle  | Adam Skala             | 28. března 2025 |               |
| 61           | 61        | Konečně příměří             | Libor Kodad  | Petr Kulísek           | 31. března 2025 |               |
| 62           | 62        | Brzdit neznamená couvat!    | Libor Kodad  | Jan Borský             | 1. dubna 2025   |               |
| 63           | 63        | Dvakrát Koubková            | Libor Kodad  | Vojtěch Moravec        | 2. dubna 2025   |               |
| 64           | 64        | Vácha zmizel                | Libor Kodad  | Petr Kulísek           | 3. dubna 2025   |               |
| 65           | 65        | Ztracený Vácha              | Libor Kodad  | Jan Borský             | 4. dubna 2025   |               |
| 66           | 66        | Mor na ty vaše rody         | Libor Kodad  | Kristýna Frejová       | 7. dubna 2025   |               |
| 67           | 67        | Love is in the air          | Libor Kodad  | Petr Kulísek           | 8. dubna 2025   |               |
| 68           | 68        | Hodíme se k sobě?           | Libor Kodad  | Jan Borský             | 9. dubna 2025   |               |
| 69           | 69        | Podvodník odhalen           | Libor Kodad  | Jaroslav Sauer         | 10. dubna 2025  |               |
| 70           | 70        | Průšvih se sbírkou          | Libor Kodad  | Adam Skala             | 11. dubna 2025  |               |
| 71           | 71        | Záhada mrtvé ryby vyřešena  | Lukáš Buchar | Jan Borský             | 14. dubna 2025  |               |
| 72           | 72        | Ricky dostal kopačky        | Lukáš Buchar | Petr Kulísek           | 15. dubna 2025  |               |
| 73           | 73        | Dopadnout na dno            | Lukáš Buchar | Vojtěch Moravec        | 16. dubna 2025  |               |
| 74           | 74        | Ukradená náušnice           | Lukáš Buchar | Adam Skala             | 17. dubna 2025  |               |
| 75           | 75        | Láska bolí                  | Lukáš Buchar | Jan Borský             | 18. dubna 2025  |               |
| 76           | 76        | Kočárek jako kočárek...     | Lukáš Buchar | Kristýna Frejová       | 21. dubna 2025  |               |
| 77           | 77        | Tchyně a uzený              | Lukáš Buchar | Vojtěch Moravec        | 22. dubna 2025  |               |
| 78           | 78        | Psycholožka domácí          | Lukáš Buchar | René Decastelo         | 23. dubna 2025  |               |
| 79           | 79        | Otrava                      | Lukáš Buchar | Jan Borský             | 24. dubna 2025  |               |
| 80           | 80        | Pro moji holku cokoliv      | Lukáš Buchar | Adam Skala             | 25. dubna 2025  |               |
| 81           | 81        | Matka versus milenka        | Jiří Andrle  |                        | 28. dubna 2025  |               |
| 82           | 82        | Šnek na míru                | Jiří Andrle  | René Decastelo a další | 29. dubna 2025  |               |
| 83           | 83        | Čarodějnice, kam se podíváš | Jiří Andrle  | René Decastelo a další | 30. dubna 2025  |               |
| 84           | 84        | Prozrazená láska            | Jiří Andrle  | René Decastelo a další | 1. května 2025  |               |
| 85           | 85        | Král Riky                   | Jiří Andrle  | René Decastelo a další | 2. května 2025  |               |
| 86           | 86        | Musíme si pomáhat           | Jiří Andrle  | René Decastelo a další | 5. května 2025  |               |
| 87           | 87        | Smrtící náhrdelník          | Jiří Andrle  | René Decastelo a další | 6. května 2025  |               |
| 88           | 88        | Pochodová kapela            | Jiří Andrle  | René Decastelo a další | 7. května 2025  |               |
| 89           | 89        | Žiletkovej plot             | Jiří Andrle  | René Decastelo a další | 8. května 2025  |               |
| 90           | 90        | Konec tří sester            | Jiří Andrle  | René Decastelo a další | 9. května 2025  |               |
| 91           | 91        | Bětka zlobí dál             | Jana Rezková | René Decastelo a další | 12. května 2025 |               |
| 92           | 92        | Modrá pilulka               | Jana Rezková | René Decastelo a další | 13. května 2025 |               |
| 93           | 93        | Kožní parazit               | Jana Rezková | René Decastelo a další | 14. května 2025 |               |
| 94           | 94        | Fotografická soutěž         | Jana Rezková | René Decastelo a další | 15. května 2025 |               |
| 95           | 95        | Chalupa na prodej zn. Happy | Jana Rezková | René Decastelo a další | 16. května 2025 |               |
| 96           | 96        | Tři malá káčátka            | Jana Rezková | René Decastelo a další | 19. května 2025 |               |
| 97           | 97        | Nedali si ani pusu!         | Jana Rezková | René Decastelo a další | 20. května 2025 |               |
| 98           | 98        | Má ji rád, nemá ji rád?     | Jana Rezková | René Decastelo a další | 21. května 2025 |               |
| 99           | 99        | Nevyžádaný rady             | Jana Rezková | René Decastelo a další | 22. května 2025 |               |
| 100          | 100       | Starostova gorila           | Jana Rezková | René Decastelo a další | 23. května 2025 |               |
| 101          | 101       | Jarmila znovuzrozená        | Libor Kodad  | René Decastelo a další | 26. května 2025 |               |
| 102          | 102       | Ester je nezvěstná          | Libor Kodad  | René Decastelo a další | 27. května 2025 |               |
| 103          | 103       | Prasklá vajíčka             | Libor Kodad  | René Decastelo a další | 28. května 2025 |               |
| 104          | 104       | Past na Bětku               | Libor Kodad  | René Decastelo a další | 29. května 2025 |               |
| 105          | 105       | Odhalená podvodnici         | Libor Kodad  | René Decastelo a další | 30. května 2025 |               |
| 106          | 106       | Disciplinární řízení        | Libor Kodad  | René Decastelo a další | 2. června 2025  |               |
| 107          | 107       | Duše bližního, temný les    | Libor Kodad  | René Decastelo a další | 3. června 2025  |               |
| 108          | 108       | Jak dlouho to Riky vydrží?  | Libor Kodad  | René Decastelo a další | 4. června 2025  |               |
| 109          | 109       | Tulák Vácha                 | Libor Kodad  | René Decastelo a další | 5. června 2025  |               |
| 110          | 110       | Jarmila šokuje              | Libor Kodad  | René Decastelo a další | 6. června 2025  |               |
| 111          | 111       | Kdyby nebyl ženatej         | Lukáš Buchar | René Decastelo a další | 9. června 2025  |               |
| 112          | 112       | Máme malou opičku!          | Lukáš Buchar | René Decastelo a další | 10. června 2025 |               |
| 113          | 113       | Past                        | Lukáš Buchar | René Decastelo a další | 11. června 2025 |               |
| 114          | 114       | Stázka nebo sázka?          | Lukáš Buchar | René Decastelo a další | 12. června 2025 |               |
| 115          | 115       | Marné čekání                | Lukáš Buchar | René Decastelo a další | 13. června 2025 |               |
| 116          | 116       | Leona je boží               | Lukáš Buchar | René Decastelo a další | 16. června 2025 |               |
| 117          | 117       | Vojta musí za kopečky       | Lukáš Buchar | René Decastelo a další | 17. června 2025 |               |
| 118          | 118       | Pravá maminka Happy         | Lukáš Buchar | René Decastelo a další | 18. června 2025 |               |
| 119          | 119       | Vlčí hlad                   | Lukáš Buchar | René Decastelo a další | 19. června 2025 |               |
| 120          | 120       | Trapnej Kýč                 | Lukáš Buchar | René Decastelo a další | 20. června 2025 |               |
| 121          | 121       | Krkavčí matka               | Libor Kodad  | René Decastelo a další | 23. června 2025 |               |
| 122          | 122       | Zásahovka                   | Libor Kodad  | René Decastelo a další | 24. června 2025 |               |
| 123          | 123       | Přežije ohrožený druh?      | Libor Kodad  | René Decastelo a další | 25. června 2025 |               |
| 124          | 124       | Snídaně v Dubaji            | Libor Kodad  | René Decastelo a další | 26. června 2025 |               |
| 125          | 125       | Marek na svobodě            | Libor Kodad  | René Decastelo a další | 27. června 2025 |               |

### Druhá řada (2025)
| Č. v seriálu | Č. v řadě | Původní název             | Režie        | Scénář                 | Premiéra v ČR  | Sledovanost |
| ------------ | --------- | ------------------------- | ------------ | ---------------------- | -------------- | ----------- |
| 126          | 1         | Kiky je v ohrožení        | Libor Kodad  | René Decastelo a další | 18. srpna 2025 |             |
| 127          | 2         | Zběhlý kněz               | Libor Kodad  | René Decastelo a další | 19. srpna 2025 |             |
| 128          | 3         | Návrat ztraceného Viktora | Libor Kodad  | René Decastelo a další | 20. srpna 2025 |             |
| 129          | 4         | Dobrák Mike               | Libor Kodad  | René Decastelo a další | 21. srpna 2025 |             |
| 130          | 5         | Utrpení mladého Rikyho    | Libor Kodad  | René Decastelo a další | 22. srpna 2025 |             |
| 131          | 6         | Anna a Korál              | Jiří Andrle  | René Decastelo a další | 25. srpna 2025 |             |
| 132          | 7         | Evino tajemství           | Jiří Andrle  | René Decastelo a další | 26. srpna 2025 |             |
| 133          | 8         | Proč láska bolí           | Jiří Andrle  | René Decastelo a další | 27. srpna 2025 |             |
| 134          | 9         | Nikdy nelituj             | Jiří Andrle  | René Decastelo a další | 28. srpna 2025 |             |
| 135          | 10        | Nebezpečné bylinky        | Jiří Andrle  | René Decastelo a další | 29. srpna 2025 |             |
| 136          | 11        | Láska na druhý pád        | Jiří Andrle  | René Decastelo a další | 1. září 2025   |             |
| 137          | 12        | Boj o psí život           | Jiří Andrle  | René Decastelo a další | 2. září 2025   |             |
| 138          | 13        | Test pravé lásky          | Jiří Andrle  | René Decastelo a další | 3. září 2025   |             |
| 139          | 14        | Velký smolař              | Jiří Andrle  | René Decastelo a další | 4. září 2025   |             |
| 140          | 15        | Martin krvácí             | Jiří Andrle  | René Decastelo a další | 5. září 2025   |             |
| 141          | 16        | Epizoda 16                | Lukáš Buchar | René Decastelo a další | 8. září 2025   |             |
| 142          | 17        | Epizoda 17                | Lukáš Buchar | René Decastelo a další | 9. září 2025   |             |
| 143          | 18        | Epizoda 18                | Lukáš Buchar | René Decastelo a další | 10. září 2025  |             |
| 144          | 19        | Epizoda 19                | Lukáš Buchar | René Decastelo a další | 11. září 2025  |             |
| 145          | 20        | Epizoda 20                | Lukáš Buchar | René Decastelo a další | 12. září 2025  |             |
| 146          | 21        | Epizoda 21                | Lukáš Buchar | René Decastelo a další | 15. září 2025  |             |
| 147          | 22        | Epizoda 22                | Lukáš Buchar | René Decastelo a další | 16. září 2025  |             |
| 148          | 23        | Epizoda 23                | Lukáš Buchar | René Decastelo a další | 17. září 2025  |             |
| 149          | 24        | Epizoda 24                | Lukáš Buchar | René Decastelo a další | 18. září 2025  |             |
| 150          | 25        | Epizoda 25                | Lukáš Buchar | René Decastelo a další | 19. září 2025  |             |